# 薩韋

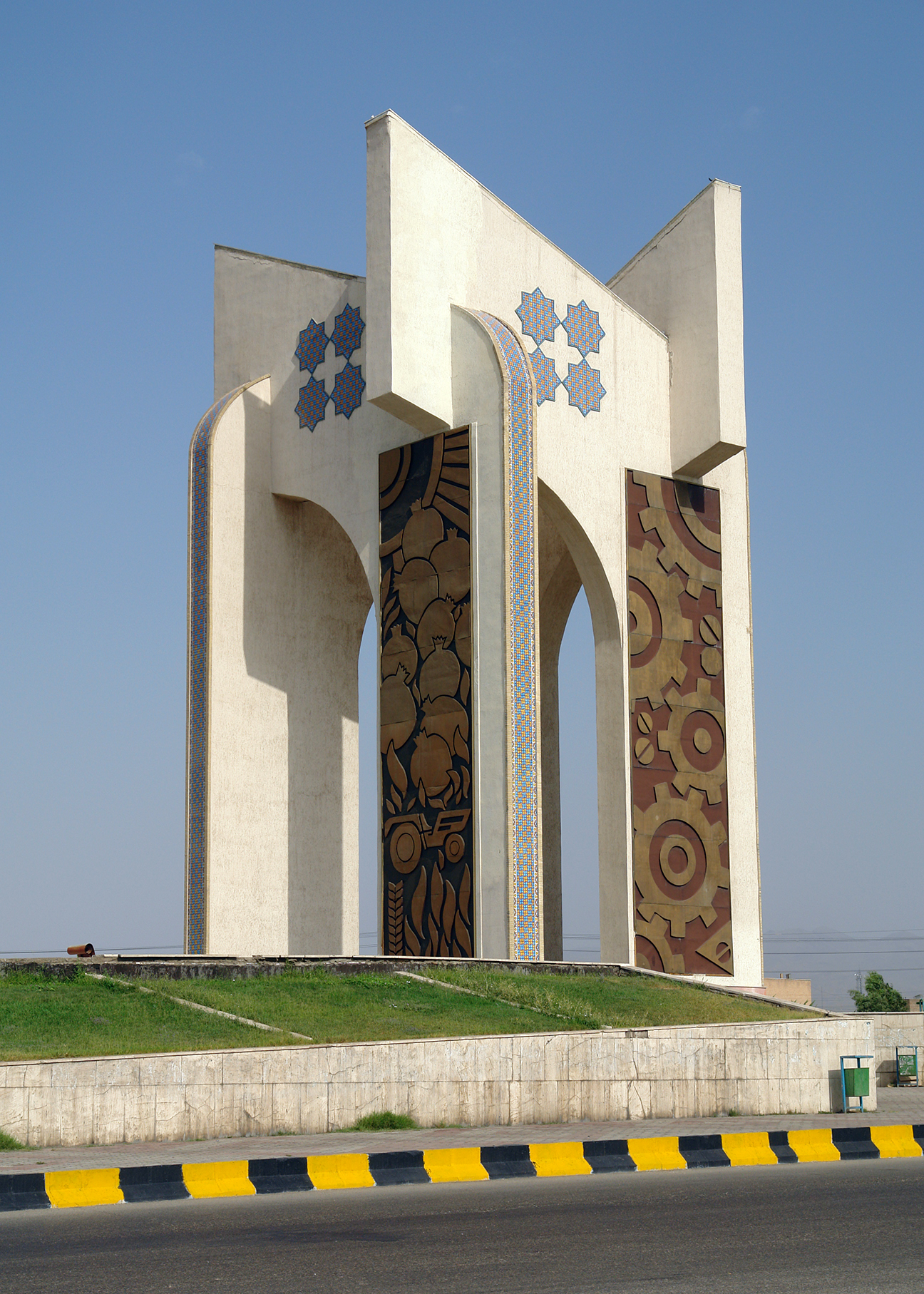

薩韋是伊朗的城市，位於該國西北部，由中央省負責管轄，距離首都德黑蘭約100公里，海拔高度1,008米，主要農產品有小麥、棉花和石榴，2006年人口179,009。

## 外部連結
- Official website